# Dennis Moeller
Dennis Moeller (* 28. April 1950 in St. Louis) ist ein US-amerikanischer Elektroingenieur.
Moeller studierte Elektrotechnik an der University of Missouri mit dem Bachelor- und Masterabschluss und war ab 1974 bei IBM angestellt, zuerst in der Halbleiterfertigung und dann in einem Drucker-Projekt für Minicomputer. Mit Mark E. Dean entwickelte er den ISA-Bus für die Kommunikation der CPU von Computern mit Peripheriegeräten (Mäuse, Monitore, Drucker, Tastaturen u. a.). Das Konzept kam 1984 mit dem IBM PC/AT auf den Markt, und 1985 erhielten sie dafür ein Patent. Moeller wurde Senior Technical Staff Member in der IBM Consumer Division.
1997 wurde er mit Dean in die National Inventors Hall of Fame aufgenommen. Er hält 25 Patente zu PCs und Druckern.